# 東京健生病院
東京健生病院（とうきょうけんせいびょういん）は、東京保健生活協同組合が東京都文京区大塚に設置する病院。地域包括ケア病床35床、回復期リハビリテーション病床27床、療養病床数（医療）64床を備える救急告示病院。全日本民主医療機関連合会（民医連）加盟病院。

## 診療科
(この節の出典)
- 内科（一般内科，腎臓内科，糖尿病・生活習慣病，血液内科）
- 外科
- 消化器科
- 循環器科
- 呼吸器科
- 整形外科
- 神経内科
- 精神科
- 泌尿器科
- 皮膚科
- 脳神経外科

## 医療機関の認定
(この節の出典)
- 保険医療機関
- 労災保険指定医療機関
- 結核指定医療機関
- 戦傷病者特別援護法指定医療機関
- 原子爆弾被害者一般疾病医療取扱医療機関
- 指定自立支援医療機関（更生医療(腎臓)）
- 指定自立支援医療機関（精神通院医療）
- 公害医療機関
- 身体障害者福祉法指定医の配置されている医療機関
- 精神保健指定医の配置されている医療機関
- 生活保護法指定医療機関
- 難病の患者に対する医療等に関する法律に基づく指定医の配置されている医療機関
- 臨床研修病院
- 在宅療養支援病院

## 差額ベッド料（個室料）について
病院の理念により、差額ベッド料（個室料）は徴収していない。

## 交通アクセス
- JR山手線「大塚駅」南口より徒歩約15分
- 東京メトロ丸ノ内線「新大塚駅」2番出口より徒歩約7分
- 都営地下鉄三田線「千石駅」A4出口より徒歩約15分
- 都営バス大塚駅（上60）上野公園行き「千石3丁目」下車徒歩約3分
- 都営バス早稲田駅（上58）上野松坂屋行き「千石3丁目」下車徒歩約3分

## 周辺
- 文京区立大塚小学校
- 猫又坂
- ライフ新大塚店